# Орфеев, Серафим Дмитриевич
Серафим Дмитриевич Орфеев (2 [15] мая 1904 — 2 декабря 1974) — советский композитор, ректор Одесской консерватории.

## Биография
Родился в 1904 году в селе Крутченская Байгора Тамбовской губернии (ныне Усманский район Липецкой области).
С 1924 по 1928 годы обучался в классе контрабаса в Воронежском музыкальном техникуме. В 1932 окончил Одесский музыкально-драматический институт по классу композиции у П. Ю. Молчанова. В 1934-41 годах работал ассистентом профессора Н. Н. Вилинского на кафедре композиции. Ответственный секретарь Одесского Правления Союза композиторов Украины (до июля 1941 года), где председателем был Н. Н. Вилинский.
С. Д. Орфеев написал интересные воспоминания о своем учителе Н. Н. Вилинском.
Участник Великой Отечественной войны с июля 1941 года. Был командиром взвода 1169-го стрелкового полка, лейтенант. Воевал на Юго-Западном фронте. 18 февраля 1942 года в районе Краматорска был тяжело ранен в правую ногу. После излечения демобилизован.
С 1949 года преподавал в Одесской консерватории (ныне Одесская государственная музыкальная академия им. А. В. Неждановой).
В 1951 году вступил в КПСС. С 1951 по 1962 годы — ректор Одесской консерватории. С 1952 года — заведующий кафедрой истории музыки. В 1952—1954 года председатель правления Одесского отделения Союза композиторов УССР. Одним из учеников С. Д. Орфеева был А. И. Ровенко.
Умер в Одессе в 1974 году.

## Награды
- орден «Знак Почёта» (24.11.1960)
- медаль «За трудовое отличие» (30.06.1951)[3]
- медаль «За отвагу» (06.11.1947)
- другие медали

## Сочинения
Теоретические работы:
- учебное пособие «Одновысотные трезвучия и тональности» (Киев, 1968, на украинском языке);
- «Музыкальные связи Украины с Россией» (1954);
- «История Одесской консерватории» (1957).

Музыкальные сочинения:
- оркестровая сюита (1932)
- струнные квартеты: I (1930), II (1932), III (1941), IV («Освобождённая Молдавия», 1946);
- для деревянных духовых инструментов
  - Квартет (1969),
  - Народный танец (1969);
- Для фортепиано
  - Пять прелюдий (1928),
  - Концертный вальс (1934),
  - Три юморески (1946),
  - Альбом для юношества (сборник 1-й, 10 пьес, 1949; сборник 2-й, 10 пьес, 1967),
  - 4 канона (1970),
  - Пять пьес (1970);
- Для скрипки и фортепиано
  - Соната (1947);
- Для альта и фортепиано
  - Романс (1948);
- Милость мира на Литургии Василия Великаго Киевского распева;
- Степенны 8 гласов Знаменного распева;
- Хоры на сл. М. Лермонтова, И. Франко, А. Майкова, Д. Бедного, А. Малышко, народные слова;
- Романсы на сл. М. Лермонтова, Т. Шевченко, М. Рыльского, Якуба Коласа и др.;
- песни;
- музыка для театральных постановок и фильмов;
- обработка русских, украинских, белорусских, молдавских народных песен.